# Gorloti, Sindhnur
Gorloti là một làng thuộc tehsil Sindhnur, huyện Raichur, bang Karnataka, Ấn Độ.